# Poecilopsis heslopi
Poecilopsis heslopi là một loài bướm đêm trong họ Geometridae.